# П'янкова Тетяна Леонідівна
Тетя́на Леоні́дівна П'янко́ва  (*3 липня 1985, смт Вигода, Долинський район Івано-Франківська область, УРСР) — українська поетеса, письменниця, видавниця, філологиня, креативна менеджерка. Член Національної спілки письменників України.

## Біографія
Таня П'янкова народилася 3 липня 1985 року в смт. Вигоді Долинського району Івано-Франківської області.
В 2002 році закінчила Вигодську ЗОШ І-ІІІ ступенів. Закінчила Прикарпатський Національний Університет імені Василя Стефаника, філологічний факультет (спеціальність: українська мова та література).
Т. Л. П'янкова — співзасновниця та креативний директор Літературної агенції «Зілля»; організаторка фестивалів, креативних літературно-мистецьких заходів, перформенсів, театралізованих літературних читань.
Разом з Василем Кузаном заснувала «Серію яскравої літератури», в якій вже видано альманах жіночої поезії «М'ята» і альманах чоловічої поезії «Імбир».

Таня П'янкова займається писанкарством і розписом акрилом на тканині, активно популяризує українську культуру на міжнародній арені.
Живе і працює в м. Івано-Франківськ

## Творчість
Т. Л. П'янкова працює в жанрі поетичних замовлянь із використанням галицького, бойківського, лемківського діалектів та ромсько мови; авторка поетичних збірок і низки романів.

Роман «Вік червоних мурах», присвячений темі Голодомору, здобув міжнародне визнання, перекладений польською та німецькою мовами і представлений на Франкфуртському книжковому ярмарку.

В 2022 році Таня П'янкова ввійшла до «українського» жюрі Міжнародного конкурсу документальної прози «Українці в Польщі: історія порятунку», ініційованого та проведеного Інститутом літератури (Польща).
Бібліографія
- «Заплакане щастя», поезії (2003);
- «Цілунок в тім'я», поезії (2015);
- «Culpamea», поезії (2016);
- «Кролівна», роман (2016)[5];
- «Сонце в подолку», роман (2018)[6][7];
- «Чужі гріхи», роман (2020)[8]; автентична назва роману "Німотка"
- «Вік червоних мурах», роман (2022);
- «Казка про горіховий корінь», казка (Видавництво Старого Лева, 2025).

## Нагороди
Тетяна Леонідівна П'янкова має низку премій, визнань і нагород:
- Переможець літературного конкурсу «З точки зору осені» (2005 і 2015рр.)[9]
- лавреатка Міжнародної премії «Гранослов» (2008);
- Премія Ордену Карпатських Лицарів (2015),
- Премія імені Пантелеймона Куліша (2018).
- спеціальна відзнака від Ольги Бондар за відверте та зворушливе висвітлення соціальної проблеми в романі у конкурсі «Коронація слова» за роман «Німотка» (2019).
- III премія літератупного конкурсу «Коронація слова» (2021, за роман про Голодомор 1932-1933 років «Вік червоних мурах»)
- Премія Благовіст (2021)
- Державна премія ім. О. Гончара (2022)
- Премія "Краща книга Прикарпаття" (2023)
- Премія імені М.В. Гоголя (2023)

## Презентації та інтерв'ю
- Презентація-онлайн книги "Чужі гріхи"
- Тетяна П’янкова: презентація книги «Чужі гріхи»-Громадське Інтерактивне Телебачення
- Тетяна П’янкова про роман «Вік червоних мурах» - Інтерв'ю з України